# Charles Martin Robertson
Charles Martin Robertson, né à Cambridge le 11 septembre 1911 et mort le 26 décembre 2004, est un historien de l'art, archéologue et poète britannique.

## Travaux
Les travaux suivants sont cités dans leur édition en langue anglaise.
- The Art of Vase-painting in Classical Athens. Cambridge, Cambridge University Press, 1992
- Greek, Etruscan and Roman Vases in the Lady Lever Art Gallery, Port Sunlight, Liverpool, National Museums and Galleries on Merseyside/Liverpool University Press, 1987.
- Greek Painting. Genève, Skira, 1959[1]
- The Parthenon Frieze. New York, Oxford University Press, 1975
- Between Archaeology and Art History. Oxford, Clarendon Press, 1963
- Corpus Vasorum Antiquorum. Great Britain, Castle Ashby, Northampton, Oxford, Oxford University Press/British Academy, 1979
- Why Study Greek Art? An Inaugural Lecture Delivered at University College, London, H. K. Lewis & Co., 1949.